# Il giglio della palude
Il giglio della palude è un cortometraggio muto italiano del 1912 diretto da Roberto Danesi.